# Ploučnice
La Ploučnice (en allemand : Polzen) est une rivière de Tchéquie d'une longueur de 106 km. Elle est un affluent de l'Elbe en rive droite.